# Oliver Wolcott Gibbs
Oliver Wolcott Gibbs (New York, 21 febbraio 1822 – Newport, 9 dicembre 1908) è stato un chimico statunitense, famoso principalmente per aver condotto le prime esperienze di elettrogravimetria, riducendo gli ioni rame e nichel ai rispettivi metalli.

## Vita
Oliver Wolcott Gibbs nacque a New York da George e Laura Gibbs. Il padre era appassionato di mineralogia; è ricordato dal minerale gibbsite, e la sua raccolta fu acquistata dal College di Yale (che dopo il 1887 diventerà l'Università di Yale). Oliver Wolcott fu fratello maggiore di Alfred Gibbs, che fu generale di brigata dell'Esercito dell'Unione durante la Guerra di secessione americana. Wolcott smise molto presto di usare il nome Oliver; si iscrisse al Columbia College (oggi Columbia University) nel 1837 e si laureò nel 1841. Per diversi mesi fu assistente di Robert Hare alla scuola di medicina della Università della Pennsylvania, e successivamente frequentò il Collegio dei Medici e Chirurghi del Columbia University College a New York, diventando dottore in medicina nel 1845.
Non esercitò mai come medico. Essendo interessato alla chimica, si recò in Germania, allora scientificamente più avanzata, per studiare presso Karl Friedrich Rammelsberg, Heinrich Rose e Justus von Liebig. Andò poi a Parigi per seguire lezioni di Auguste Laurent, Jean Baptiste Dumas e Henri-Victor Regnault.
Nel 1848 tornò negli Stati Uniti e diventò professore di chimica alla Free Academy (oggi City College di New York). Nel 1853 sposò Josephine Mauran; non ebbe figli. Gibbs fu candidato come Professore di Scienze Fisiche alla Columbia University nel 1854, ma la sua domanda fu respinta, tra aspre polemiche, perché era un seguace dell'Unitarianismo.
Nel 1863 Gibbs diventò professore alla Università di Harvard, incarico che tenne fino al suo pensionamento come professore emerito nel 1887. Dopo il pensionamento si trasferì a Newport (Rhode Island), dove lavorò ancora per una decina di anni nel suo laboratorio privato.

## Contributi scientifici
Le ricerche di Gibbs si sono svolte principalmente nei campi della chimica analitica e inorganica. I risultati sono documentati da numerosi articoli su riviste specialistiche.
In collaborazione con Frederick Augustus Genth studiò i complessi cobalto-ammine, e pubblicò una monografia rimasta famosa nella storia della chimica di coordinazione. Fece anche ricerche sui metodi analitici per la separazione dei metalli del gruppo del platino, arrivando a separare platino, iridio, rodio e rutenio. Fu il primo a condurre esperienze di elettrogravimetria, riducendo gli ioni rame e nichel ai rispettivi metalli. Dal 1877 si dedicò al campo ancora inesplorato degli eteropoliacidi di vanadio, tungsteno e molibdeno, allora chiamati acidi inorganici complessi. Si interessò inoltre anche di chimica organica, spettroscopia, misurazione di lunghezze d'onda e separazione di lantanoidi.

## Riconoscimenti
Gibbs fu considerato un ottimo insegnante e un illustre scienziato. Fu presidente della National Academy of Sciences dal 1895 al 1900, e presidente della American Association for the Advancement of Science nel 1897. Fu anche membro onorario di varie società chimiche e varie università gli conferirono la laurea honoris causa.